# Music for the end
Music for the end is een muziekalbum van de Amerikaanse multi-instrumentalist Kit Watkins. Het album is opgenomen een paar uur na het concert dat Watkins had gegeven in Philadelphia (Pennsylvania). Van 2.00 tot 3.00 uur in de ochtend speelde Watkins live in de studio van het radioprogramma The Gathering van omroep Star's End, met een klein publiek. Het speelde nu geen "korte" composities maar twee lange tracks. De muziek is opnieuw een mix van ambient en elektronische muziek.

## Musici
- Kit Watkins – alle instrumenten waaronder synthesizers, dwarsfluit, sopraansaxofoon en percussie.

## Composities
deze zijn van Watkins, meest improvisatie:

### CD1 Set 1
1. Music for the end 1 (30:04)
2. Music for the end 2 (29:54)